# John Bell (acteur)
John Bell (Paisley, 20 oktober 1997) is een Schots acteur.

## Biografie
Bell maakte zijn acteerdebuut in de Doctor Who aflevering "Utopia". Bell speelde in de jaren nadien nog in een aantal tv-series, waaronder Tracy Beaker Returns en Midsomer Murders. Bell speelde ook rollen in verschillende films, waaronder Wrath of the Titans en The Hobbit: The Desolation of Smaug.

## Filmografie

### Films
| Jaar | Film                                      | Rol               | Opmerking |
| ---- | ----------------------------------------- | ----------------- | --------- |
| 2009 | Transit                                   | Connor            | Kortfilm  |
| 2009 | A Shine of Rainbows                       | Tomás             |           |
| 2011 | Hattie                                    | Robin Le Mesurier | Tv-film   |
| 2012 | Wrath of the Titans                       | Helius            |           |
| 2012 | Battleship                                | Angus             |           |
| 2013 | The Hobbit: The Desolation of Smaug       | Bain              |           |
| 2014 | The Hobbit: The Battle of the Five Armies | Bain              |           |

### Televisie
| Jaar        | Serie                | Rol                 | Opmerking                         |
| ----------- | -------------------- | ------------------- | --------------------------------- |
| 2007        | Doctor Who           | Creet               | Gastrol in "Utopia"               |
| 2009 - 2010 | Life of Riley        | Anthony Weaver      |                                   |
| 2010 - 2011 | Tracy Beaker Returns | Toby                |                                   |
| 2012        | Hatfields & McCoys   | Billy Dempsey Audie | Miniserie                         |
| 2013        | Midsomer Murders     | Jamie Carr          | Gastrol in "The Sicilian Defence" |
| 2014        | Outlander            | Ian Murray          | Serie                             |